# シェーバー・ハンセン
シェーバー・ハンセン（Shaver Nagai Hansen  , 1987年12月19日 - ）は、アメリカ合衆国コロラド州グランドジャンクション出身の元プロ野球選手。

## 家族
父は日本で活躍した有名なプロレスラーのスタン・ハンセンで、母は日本人のユミ・ハンセン。両親は父の現役時代に日本で知り合った。
兄弟は異母（スタンの前妻）から生まれた兄と姉と、同母から生まれた弟のサミュエル・ハンセンの3人。
幼少は日本で育ったので日本語も話せる。父の日本での引退式にも来日し、父の偉大さは認識している。

## キャリア
コロラド州のフルータモニュメント高校からテキサス州のベイラー大学に進学。大学3年時は56試合で打率.330、17本塁打、59打点、長打率.633。大学3年間では168試合、打率.318、26本塁打、141打点を記録した。
2006年に香川県で開催された日米親善高校野球大会にサミュエルと共に全米野球選抜チームの一員として来日した。
2009年のMLBドラフトでシアトル・マリナーズに6巡目、全体での173番目で指名された。ポジションは内野手で、右投げ両打ち。マイナーリーグで3年間活躍の後、学業に復帰。現在は保険会社の営業職をしている。